# Euandroblatta ovambo
Euandroblatta ovambo är en kackerlacksart som beskrevs av Karlis Princis 1963. Euandroblatta ovambo ingår i släktet Euandroblatta och familjen småkackerlackor.
Artens utbredningsområde är Namibia. Inga underarter finns listade i Catalogue of Life.